# OT Большой Медведицы
OT Большой Медведицы (лат. OT Ursae Majoris) — двойная затменная переменная звезда типа W Большой Медведицы (EW) в созвездии Большой Медведицы на расстоянии приблизительно 1167 световых лет (около 358 парсеков) от Солнца. Видимая звёздная величина звезды — от +12,53m до +12,22m. Орбитальный период — около 0,3161 суток (7,5856 часов).